# Rawbite
 Der er for få eller ingen kildehenvisninger i denne artikel, hvilket er et problem. Du kan hjælpe ved at angive troværdige kilder til de påstande, som fremføres i artiklen.

Rawbite er en økologisk frugt & nøddebar, der er udviklet i Danmark.
Rawbite bliver produceret på Rawbite Organic Factory i Bagsværd og forhandles i 35 lande.

## Historie
Firmaet Rawbite blev grundlagt i 2010 af Morten Fullerton, Nikolaj Lehmann og Rolf Bau.